# Zakrzówek (województwo świętokrzyskie)
Zakrzówek – wieś w Polsce położona w województwie świętokrzyskim, w powiecie kazimierskim, w gminie Skalbmierz.
W latach 1975–1998 miejscowość należała administracyjnie do województwa kieleckiego.